# Sozialer Rathausblock
Der Soziale Rathausblock (SRB) war eine kommunale Wählergruppe in der bayerischen Landeshauptstadt München.
Er entstand 1977 in Folge innerparteilicher Querelen durch den Austritt mehrerer Stadträte der SPD. Bei der darauffolgenden Kommunalwahl im März 1978 errang der Soziale Rathausblock ein Mandat im Stadtrat. Bei der Wahl 1984 trat der SRB nicht mehr an.